# Suzana Cavalheiro
Suzana Cavalheiro (São Paulo, 14 de abril de 1966) é uma futebolista brasileira que atuou como lateral. Representou a Seleção Brasileira de Futebol Feminino em 1988 no Torneio Internacional de Mulheres da FIFA realizado na China. A competição fez parte da preparação para a primeira Copa do Mundo de Futebol Feminino de 1991, também realizado na China.

## Carreira
Nos anos 1980, ela atuou por clubes paulistanos como o Juventus e a equipe de futsal do Corinthians. Desde 1997, Suzana trabalha com iniciação esportiva de jovens no Centro de Práticas Esportivas da Universidade de São Paulo (CEPEUSP).